# Silvia Creangă
Silvia Creangă (n. 26 octombrie 1894, Adâncata, Suceava, România – d. 31 martie 1952, București, Româniai) a fost o matematiciană română.
A fost prima femeie din România care și-a luat doctoratul în matematică. A fost mai activă ca profesoară decât ca cercetătoare.

## Biografie
A urmat școala primară la Piatra Neamț, apoi s-a înscris la Școala Centrală de Fete din București. Și-a continuat studiile medii la Liceul Național din Iași, pe care le-a încheiat în 1913.
În  1917 a absolvit Facultatea de Științe din Iași, unde i-a avut ca profesori pe Alexandru Myller, Vera Myller și Victor Vâlcovici.
În 1920 și-a susținut examenul de capacitate pentru învățământul secundar. În 1925 și-a dat doctoratul cu o teză intitulată : Direcții ciclificabil conjugate. Curbe cu curbură normală constantă.
Începând cu 1920 a predat la Liceul de fete din Bacău, apoi a fost numită profesoară de matematică la Liceul Oltea Doamna din Iași, funcție pe care a deținut-o timp de 24 de ani (până în 1944).
Concomitent a fost numită asistentă la Seminarul de Matematică al Facultății de Științe din Iași.
În 1926 a urmat un curs de specializare la Pisa.
S-a încadrat în cercetare la Școala de Matematică din Iași, publicând studii și articole originale de geometrie, fiind autoare de culegeri de probleme de matematică pentru uzul școlilor.
În 1944 s-a angajat profesoară în București la un liceu de fete. La 31 martie 1952, pe când avea 57 de ani și pregătea o nouă lucrare de metodică destinată școlii, o congestie cerebrală i-a curmat viața.